# Кукурузное масло

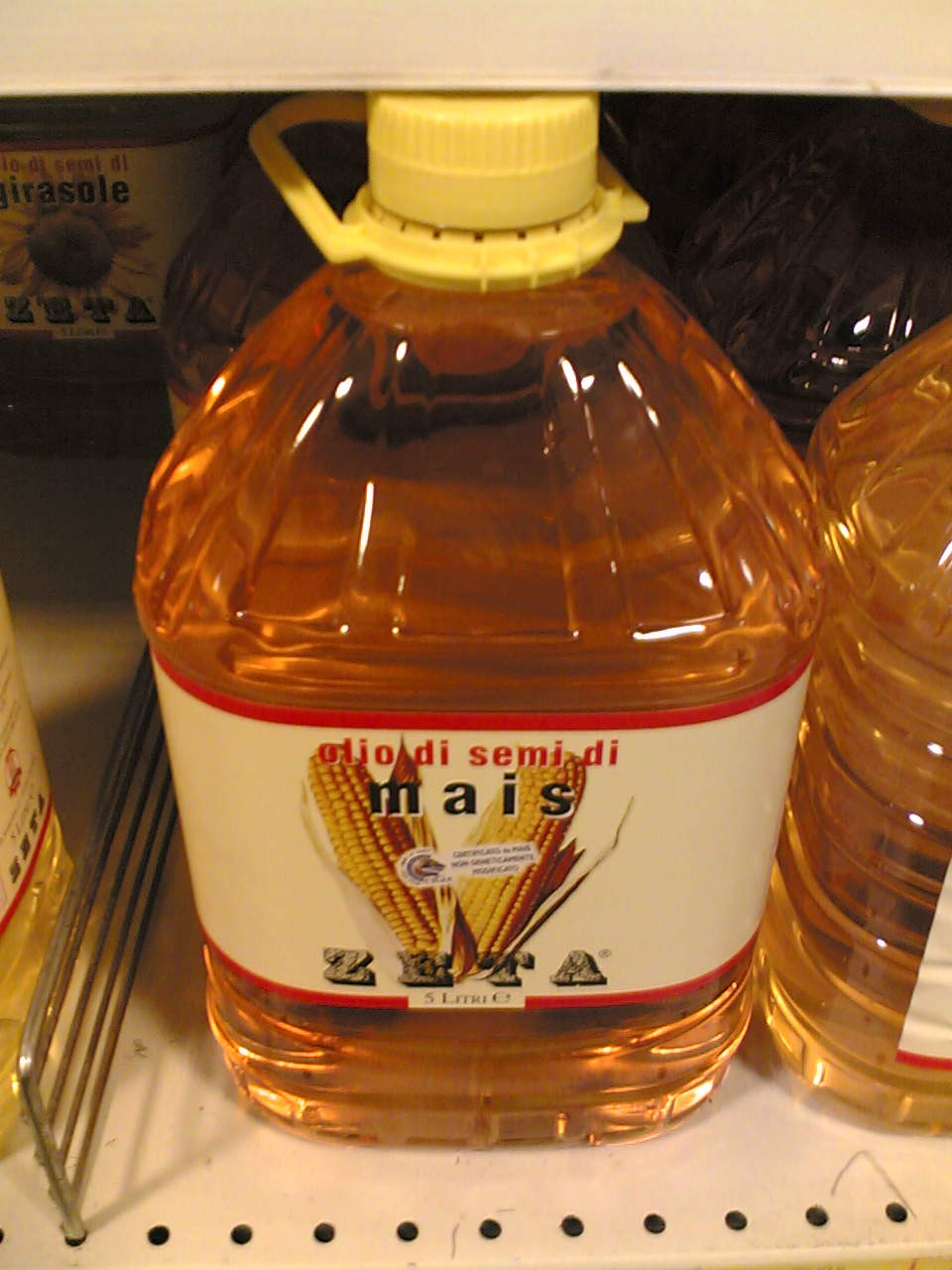
Кукурузное масло

Кукурузное масло — жирное растительное масло, получаемое из зародышей семян кукурузы.

## Свойства
Кукурузное масло имеет приятные запах и вкус. Цвет — от светло-желтого до красновато-коричневого. Плотность при 10 °C 924 кг/м3, температура застывания от −10 до −15 °C, кинематическая вязкость при 20 °C 60,6⋅10−6 м2/сек, показатель преломления (при 20 °C): 1,471 — 1,473. Йодное число 117—123.

## Состав
Содержание жирных кислот:
- насыщенных (суммарно): 10—14 %
- ненасыщенных (суммарно): 85—86 %

### Содержание жирных кислот[1]
| Жирная кислота | Тип кислоты  | Среднее количество % |
| -------------- | ------------ | -------------------- |
| Линолевая      | ненасыщенная | 53,52                |
| Олеиновая      | ненасыщенная | 27,33                |
| Пальмитиновая  | насыщенная   | 10,58                |
| Стеариновая    | насыщенная   | 1,85                 |
| Арахиновая     | насыщенная   | 0,43                 |
| Миристиновая   | насыщенная   | 0,02                 |

## Применение
Кукурузное масло делят на виды и марки:
- нерафинированное,
- рафинированное недезодорированное,
- рафинированное дезодорированное марки Д (для производства продуктов детского и диетического питания)
- рафинированное дезодорированное марки П (для поставки в торговую сеть и на предприятия общественного питания).

Применяют его для приготовления различных видов теста, хлебобулочных изделий, соусов, используют в изготовлении питания для детей.
Относительно высокая температура точки образования дыма (smoke point) делает кукурузное масло применимым для жарки.
В медицине используют в качестве противосклеротического средства.

## Производство
Кукурузное масло производят прессовым и экстракционным способом из кукурузных зародышей, которые составляют около 10 % от веса кукурузного зерна.
Кукурузные зародыши являются побочным продуктом переработки кукурузного зерна в мукомольно-крупяном, пищеконцентратном и крахмало-паточном производствах. Присутствие кукурузных зародышей в продуктах этих производств является нежелательным, так как масло, содержащееся в нём, гидролизуется и окисляется, что вызывает ухудшение качества готовой продукции: муки, крахмала, патоки, глюкозы, кукурузных кормов и т. д.
Ботаническая масличность кукурузных зародышей колеблется от 32 до 37 %, кроме того кукурузный зародыш содержит около 18 % белков, 8 % крахмала, 10 % сахара, 10 % минеральных веществ. В кукурузных зародышах сконцентрировано более 80 % жира, содержащегося в кукурузном зерне, около 20 % белков и около 74 % минеральных веществ.
В промышленности отделение кукурузных зародышей от зерна осуществляется двумя способами: сухим, применяемым на мельнично-крупяных и пищеконцентратных предприятиях, и мокрым, распространенным на крахмало-паточных заводах. Недостатком мокрого способа является более низкое качество масла, содержащегося в зародышах, по сравнению с маслом зародышей, полученных сухим способом. Отрицательной чертой зародышей полученных сухим способом, является высокое содержание в них крахмала, наличие которого в отдельных случаях осложняет процессы жарения мезги перед прессованием, а также при малой масличности зародышей и высоком содержании в них крахмала вообще невозможно получить из них масло прессовым способом.
Технологический процесс переработки кукурузных зародышей мокрого способа получения по схеме форпрессование — экстракция складывается из следующих операций:
- Очистка зародышей от сора
- Измельчение на рифленных и пятивальцовых станках
- Жарение мятки
- Прессования на шнековых прессах
- Первичной очистки форпрессового масла
- Подготовка форпрессового жмыха к экстракции
- Экстракция крупки или лепестка в экстракторах